# Mike Brant
Mike Brant (nato Moshe Michael Brand, in ebraico משה מיכאל ברנד‎?; Famagosta, 1º febbraio 1947 – Parigi, 25 aprile 1975) è stato un cantante israeliano naturalizzato francese.
Raggiunse la fama in seguito al suo trasferimento in Francia. Il suo titolo che ebbe più successo è Laisse-moi t'aimer. Brant si è suicidato al culmine della sua carriera, all'età di soli 28 anni, gettandosi dalla finestra del suo appartamento di Parigi. Era noto anche per l'ampia estensione vocale, che poteva variare da baritono ad alto tenore, fino a un falsetto potente.

## Primi anni di vita
I genitori ebrei di Mike Brant erano polacchi. Sua madre, Bronia Rosenberg, originaria di Łódź, era sopravvissuta al campo di concentramento di Auschwitz. Suo padre, Fishel Brand, di Biłgoraj, era stato un combattente della resistenza durante la seconda guerra mondiale, e aveva 20 anni più della moglie. I suoi genitori si sposarono dopo la guerra e fecero domanda per emigrare in Palestina, ma inizialmente venne loro negato il permesso. Tentarono di raggiungere Israele via mare sulla nave Aliyah Bet ma furono inviati in un campo di internamento britannico per immigrati ebrei illegali a Famagosta, Cipro. Mike nacque infatti a Cipro il 1º febbraio 1947. Nel settembre del 1947, la famiglia emigrò in Israele dopo essere stata inclusa in una quota per l'immigrazione ebraica in Palestina e arrivarono ad Haifa, stabilendosi in un kibbutz in Galilea. Mike Brant non iniziò a parlare fino ai sei anni e ben presto disse alla sua famiglia e ai suoi amici che da grande sarebbe stato "una stella... o un vagabondo!" All'età di 11 anni si unì al coro della sua scuola.

## Carriera musicale
All'età di 17 anni Moshe Brand si unì alla band del fratello, The Chocolates, come cantante principale. La band si esibiva in feste e caffè ad Haifa e Tel Aviv, più tardi anche in night club e hotel. A 18 anni Brand venne riformato dalle forze di difesa israeliane; fu quindi esentato dal periodo di servizio di tre anni previsto per la maggior parte degli uomini ebrei israeliani, a causa dei postumi di un intervento chirurgico allo stomaco subito all'età di 15 anni. Continuò la carriera musicale e cantò in inglese e francese, nonostante conoscesse solo l'ebraico. Nel 1965 cambiò il proprio nome da Moshe a Mike perché suonava più internazionale. Venne scoperto dall'impresario israeliano Yonatan Karmon, che lo raccomandò per un tour negli Stati Uniti e in Sudafrica durato quasi un anno.
Nel maggio 1969 Brant si esibì al Baccara Club dell'Hotel Hilton di Teheran, in Iran. Una giovane cantante francese, Sylvie Vartan, rimase colpita e lo esortò a venire a Parigi. Brant arrivò il 9 luglio 1969. Gli ci vollero dieci giorni per trovare Vartan, ma alla fine questa lo presentò al produttore Jean Renard, che aveva reso il cantante Johnny Hallyday una star. Sotto la guida di Renard, Mike cambiò il cognome da Brand a Brant e registrò il suo più grande successo, Laisse-moi t'aimer. La canzone ebbe successo al Midem Music Festival nel gennaio 1970. Laisse-moi t'aimer vendette 50 000 copie in due settimane.

### Successo
Brant rappresentò la Francia in un concorso radiofonico trasmesso in tutta Europa e in Israele. La sua canzone, sponsorizzata da Radio Luxembourg, era Mais dans la lumière e arrivò prima. Brant continuò a pubblicare successi: Qui saura (versione francese dell'italiana Che sarà, dei Ricchi e Poveri), L'amour c'est ça, l'amour c'est toi (scritto da Paul Korda / Robert Talar), C'est ma prière, Un grand bonheur e Parce que je t'aime plus que moi.
Il suo primo album, Disque d'Or, ha venduto milioni.
Brant ha preso una canzone scritta e composta dal suo amico Mike Tchaban / Tashban Perché ti amo? Perché ho bisogno di te?, ma le stazioni radio francesi non lo avrebbero mandato in onda perché era in inglese. Brant tornò in Israele poco dopo.
Nel febbraio 1971, Brant fu ferito in un incidente stradale. Sebbene le ferite fossero lievi, ricevette comunque l'attenzione dei media. Quell'anno, Brant tenne concerti in Israele e pubblicò una nuova canzone, Erev Tov, scritta insieme a Nachum Heiman e una collaborazione con il soggetto melodico di Moshe / Michael Tchaban di alcune composizioni musicali. Durante il suo tour di concerti in Israele, Brant venne accompagnato dalla cantante israeliana Yaffa Yarkoni. Durante la Guerra dello Yom Kippur nel 1973 Brand si esibì in Israele per i soldati di prima linea.

## Tentativi di suicidio e morte
Nel 1973 Brant teneva 250 concerti all'anno, ad alcuni dei quali erano presenti 6000/10 000 persone. Questo andò avanti per due anni. Il cantante soffriva di depressione e solitudine e della sindrome di seconda generazione (storia familiare dell'Olocausto), con un andamento altalenante, a volte godendosi la vita e altre volte ricadendo nella depressione. Il 22 novembre 1974 tentò il suicidio, saltando dalla finestra della camera d'albergo del suo direttore a Ginevra. Subì fratture multiple ma sopravvisse. In seguito diradò il numero di spettacoli e si concentrò su un altro album, Dis-lui (versione francese di Feeling). Nel gennaio del 1975 pubblicò due singoli, Qui pourra lui dire e Elle a gardé ses yeux d'enfants (scritto da Richard Seff e Michel Jourdan).
Il 25 aprile 1975, il giorno in cui venne pubblicato il suo nuovo album, Brant si gettò dalla finestra di un appartamento situato in Rue Erlanger 6 a Parigi. Aveva solo 28 anni.
Mike Brant è stato sepolto ad Haifa.

## Nella cultura di massa
Mike Brant è stato campionato dal rapper Havoc del gruppo Mobb Deep, per la sua traccia Live It Up. Fu campionato anche da RZA del clan Wu-Tang. Il rapper Eminem ha campionato la canzone di Brant Mais dans la lumière nel suo brano Crack a Bottle, pubblicato da lui, Dr. Dre e 50 Cent.
Il comico Dany Boon ha ingannato Mike Brant nel suo spettacolo Waïka cantando la sua canzone Laisse moi t'aimer sospesa da una corda.

### Reportage e documentari
- Nell'aprile 1998 è stato pubblicato il documentario Laisse-moi t'aimer: Dmaot Shel Malachim (Tears of Angels). Era una coproduzione franco-israeliana.
- Un altro documentario, Mike Brant: Laisse-moi t'aimer è stato preparato da Erez Laufer nel 2003
- Il giornalista Jean Pierre Ray ha realizzato un reportage sull'esposizione critica sull'affare intitolato La nuit des deux couteaux. È stato trasmesso dalla televisione francese TF1 il 4 maggio 2004 trenta anni dopo la morte di Brant sulla base dei presunti ritrovamenti della squadra criminale dell'SRPJ (service régional de la police judiciare) di Marsiglia. Ciò ha spinto Jean-Michel Jacquemin e Fabien Baron citati criticamente nel reportage per avviare una causa diffamatoria contro Ray e TF1 alla Chambre de la Presse presso il "Tribunal de grande instance" di Parigi vincendo il caso con una sentenza emessa il 16 novembre del 2005.
- Nel 2006, il giornalista Charles Villeneuve ha preparato un altro reportage sul caso nel programma Le droit de savoir: faits divers luce sulla vicenda sulla base di interviste con i suoi parenti in Israele, molti vicini a lui o al suo entourage in Francia.
- Nel 2008, è stato pubblicato un altro documentario su di lui Un jour, un destin: Mike Brant, l'icône brisée . È stato presentato da Laurent Delahousse e trasmesso su France 2.

### Libri e biografie su Mike Brant
(per ordine cronologico)
Libri su Mike Brant
- Hubert e Georges Baumman, La Vraie Vie de Mike Brant, prefazione di Claude François, éditions Star System, Parigi, 1975 (I Baummans facevano parte della squadra di Mike Brant) ;
- Fabienne Roche, Mike Brant: Le Prix de la gloire, éd. Verso, 1989;
- Michel Jourdan, Mike Brant. Il n'a pas eu le temps... , TF1 Musique, Parigi, 1995;
- Yona Brant, Mike Brant, éd. Vade Retro, Parigi, 1997 (con un CD);
- Fabien Lecœuvre et Gilles Lhote, Mike Brant inédit, prefazione di Zvi Brant, éd. Michel Lafon, Parigi, 2000;
- Jacques Pessis, Mike Brant, collezione «Les lumières du music-hall», éd. Vade Retro, Parigi, 2002;
- Olivier Lebleu, Mike Brant: La Voix du sacrifice, Publibook, Parigi, 2002;
- Fabien Lecœuvre, Mike Brant: L'Idole foudroyée, La Lagune, Parigi, 2005;
- Armelle Leroy, Mike Brant: Biografia, prefazione di Yona Brant, Flammarion, Parigi, 2005;
- Zvi Brant, Yona Brant e Fabien Lecoeuvre, Mike Brant in the lumière, Le Marque-pages, Parigi, 2009;
- Alain-Guy Aknin, Mike Brant: Le Chant du désespoir, Alphée, Monaco, 2010.

Libri parzialmente su Mike Brant
- Jacques Mazeau, Les Destins brisés de la chanson, France-Loisirs, Parigi, 1997;
- Fabien Lecœuvre et Gilles Lhote, Génération 70   : 70 idoles des années 70, Michel Lafon, Parigi, 2001;
- Jean Renard, Que je t'aime ... la vie, Le Marque-pages, Parigi, 2003.

### Amaury Vassili chante Mike Brant(album)
Il 27 ottobre 2014, il cantante francese Amaury Vassili ha pubblicato un album tributo a Mike Brant intitolato Amaury Vassili chante Mike Brant. L'album doveva coincidere con il 40º anniversario della morte di Mike Brant nel 1975.
L'album in Warner Music è entrato al numero 8 della classifica francese degli album SNEP nella sua prima settimana di uscita. Ha anche tracciato una carta al numero 17 della classifica degli album Ultratop del Belgio belga (Vallonia). L'album era in due formati: un album normale e un'edizione da collezione che includeva una serie di arrangiamenti strumentali delle canzoni di Mike Brant. In particolare l'album contiene Où que tu sois che è stato composto da Brant ma mai pubblicato da lui.

## Discografia

### Album
Album di studio
- 1970: Mike Brant
  - "Nous irons à Sligo"
  - "Mr. Schubert ti amo"
  - "Holly Holly"
  - "Arrava"
  - "Felicità"
  - "Laisse-moi t'aimer"
  - "Mais dans la lumière"
  - "Toi, moi, nous"
  - "Et je suis heureux"
  - "Un grand bonheur"
  - "Au pays de ma maison"
  - "Parce que je t'aime plus que moi"
- 1974: Toutes les couleurs
  - "Je vis la vie que j'ai choisie"
  - "On se retrouve par hasard"
  - "Attendez"
  - "Toutes les couleurs"
  - "Serre les Poings et Bats-Toi"
  - "Qui pourra te dire"
  - "Elle a gardé ses yeux d'enfant"
  - "Essayez de lui mentir"
  - "En plein cœur de ta jeunesse"
  - "Que tu es belle"
  - "C'est comme ça que je t'aime"
- 1974: 74
  - A1: "Viens ce soir"
  - A2: "Laisse moi t'aimer"
  - A3: "C'est une belle fête"
  - A4: "Arrava"
  - A5: "Tout donné, tout repris"
  - A6: "La musique au fond du Cœur"
  - B1: "Rien qu'une larme"
  - B2: "Toi mon enfant"
  - B3: "Qui saura"
  - B4: "Das ist mein mented"
  - B5: "C'est ma prière"
- 1976: Dis-lui
  - A1: "Dis-lui"
  - A2: "Serre les poings et bats-toi"
  - A3: "My Way"
  - A4: "Je vis la vie que j'ai choisie"
  - A5: "Malaguena"
  - B1: "Donne un peu de toi (Canzone per Donna)"
  - B2: "C'est comme ça que je t'aime"
  - B3: "L'oiseau noir et l'oiseau blanc"
  - B4: "Qui pourra te dire"
  - B5: "Estate (Tchop-Tchop)"

Album di compilation
(Selettivo)
- 1980: Disque d'Or
- 1990: 15ème anniversaire
- 1995: 20º anniversario
- 1990: 25ème anniversaire
- 2000: Laisse-moi t'aimer - Le meilleur de Mike Brant
- 2002: L'essentiel
- 2008: collezione Platinum
- 2009: Master série
- 2009: Best Of (3CD)
- 2012: Éternel
- 2013: Les plus grandes chansons
- 2013: Laisse-moi chanter!
- 2014: La voix de l'amour / La voix du bonheur
- 2014: L'inoubliable

### Singoli
- "Laisse-moi t'aimer"
- perché ti amo? Perché ho bisogno di te? (Inglese)
- "Mais dans la lumière"
- "Qui saura"
- "L'Amour c'est ça, l'amour c'est toi"
- "C'est ma priere"
- "Un grand bonheur"
- "Parce que je t'aime plus que moi"